# C18H15NO4
分子式C18H15NO4（摩尔质量：309.321 g/mol）可以指：
- BQCA，CAS号：338747-41-4
- 月芸碱（英语：Lunamarine），CAS号：483-52-3

|  | 这个同类索引页列出了具有相同分子式的化学物（即同分異構體）条目。 除非您是有意链接至本页，否则应将相应条目的内部链接指向正确的条目。 |